# Kacper Majewski
Pour les articles homonymes, voir Majewski.
Kacper Majewski, né le 24 juin 2002 à Leszno, est un coureur cycliste polonais.

## Biographie
Kacper Majewski est originaire de Leszno. Il est formé dans un club cycliste de Gostyń. Chez les juniors, il se classe notamment troisième du championnat de Pologne du contre-la-montre en 2019. Il devient ensuite triple champion de Pologne sur piste en 2022, dans la poursuite individuelle, la poursuite par équipes et la course à l'américaine. Grâce à ses performances, il est sélectionné en équipe nationale pour participer aux championnats d'Europe et aux championnats du monde. 
En 2023, il représente de nouveau son pays aux championnats d'Europe et aux championnats du monde sur piste. Il participe également à quelques compétitions en France avec le CC Villeneuve Saint-Germain, au niveau amateur. L'année suivante, il intègre la formation continentale Lubelskie Perła Polski. Sa saison 2024 est cependant perturbée par quelques problèmes de santé. Il parvient néanmoins à devenir champion de Pologne du contre-la-montre par équipes, aux côtés de plusieurs coéquipiers. Sur le circuit de l'UCI, il termine neuvième de la Silesian Classic. 

## Palmarès sur route

### Par année
- 2019
  - 3e du championnat de Pologne du contre-la-montre juniors
- 2022
  -  Champion de Pologne du contre-la-montre en duo juniors (avec Tobiasz Zaremba)[4]
  - 2e du championnat de Pologne du contre-la-montre par équipes
- 2023
  - 2e du championnat de Pologne du contre-la-montre en duo
  - 2e du championnat de Pologne du contre-la-montre par équipes
- 2024
  -  Champion de Pologne du contre-la-montre par équipes

### Classements mondiaux
| Année                                 | 2024  |
| ------------------------------------- | ----- |
| Classement mondial                    | 2836e |
| UCI Europe Tour                       | 1598e |
|                                       |       |
| Légende : nc = non classéSource : UCI |       |

## Palmarès sur piste

### Championnats nationaux
- 2022
  -  Champion de Pologne de poursuite
  -  Champion de Pologne de poursuite par équipes (avec Adam Woźniak, Jakub Soszka, Damian Sławek et Radosław Lewandowski)
  -  Champion de Pologne de l'américaine (avec Radosław Lewandowski)
  - 2e du championnat de Pologne de l'omnium
- 2023
  - 2e du championnat de Pologne de poursuite
  - 2e du championnat de Pologne de poursuite par équipes
  - 3e du championnat de Pologne de l'omnium